# Liste von Kraftwerken in Portugal
Die Kraftwerke in Portugal werden sowohl auf einer Karte als auch in Tabellen (mit Kennzahlen) dargestellt.

## Installierte Leistung und Jahreserzeugung
Im Jahre 2013 lag Portugal bezüglich der jährlichen Erzeugung mit 51,67 Mrd. kWh an Stelle 55 und bezüglich der installierten Leistung mit 19.620 MW an Stelle 41 in der Welt. Laut dem portugiesischen Übertragungsnetzbetreiber REN betrug die installierte Leistung der Kraftwerke in Portugal im Jahre 2010 11.195 MW, davon entfielen auf kalorische Kraftwerke 6.561 MW (59 %) und auf Wasserkraftwerke 4.584 MW (41 %). Insgesamt wurden im Jahre 2010 48,5 Mrd. kWh erzeugt, davon 37,4 Mrd. (77 %) durch kalorische Kraftwerke und 11,1 Mrd. (23 %) durch Wasserkraftwerke.

## Kalorische Kraftwerke
In der Tabelle sind nur Kraftwerke mit einer installierten Leistung > 600 MW aufgeführt.
| Name des Kraftwerks  | Inst. Leistung (MW) | Brennstoff | Status |
| -------------------- | ------------------- | ---------- | --- |
| Lares                | 826                 | Erdgas     | in Betrieb |
| Pego I               | 628                 | Kohle      | Stilllegung Kohlefeuerung (seit 22. November 2021), eine Umrüstung auf Biomassefeuerung (Holzpellets) wird in Erwägung gezogen |
| Pego II              | 837                 | Erdgas     | in Betrieb |
| Ribatejo             | 1.176               | Erdgas     | in Betrieb |
| Setubal              | 1.000               | Schweröl   | stillgelegt |
| Sines                | 1.192               | Kohle      | stillgelegt (seit 14. Januar 2021)                                                                                             |
| Tapada de Outerio II | 990                 | Erdgas     | in Betrieb |

## Wasserkraftwerke
In Portugal gibt es zahlreiche Wasserkraftwerke. In der Tabelle sind die nach installierter Leistung 10 größten Wasserkraftwerke aufgeführt.
| Name des Kraftwerks | Inst. Leistung (MW) | Fluss    | Status     |
| ------------------- | ------------------- | -------- | ---------- |
| Aguieira            | 336                 | Mondego  | in Betrieb |
| Alqueva             | 520                 | Guadiana | in Betrieb |
| Alto Lindoso        | 630                 | Lima     | in Betrieb |
| Bemposta            | 401                 | Douro    | in Betrieb |
| Carrapatelo         | 201                 | Douro    | in Betrieb |
| Miranda             | 390                 | Douro    | in Betrieb |
| Pocinho             | 186                 | Douro    | in Betrieb |
| Régua               | 156                 | Douro    | in Betrieb |
| Valeira             | 216                 | Douro    | in Betrieb |
| Venda Nova          | 1.075               | Rabagão  | in Betrieb |

## Windkraftanlagen
Ende 2024 waren in Portugal Windkraftanlagen (WKA) mit einer installierten Leistung von 5.963 MW in Betrieb. Zum Stand Juli 2017 waren in Portugal 261 Windparks erfasst (z. T. handelt es sich dabei aber entweder um einzelne WKA oder um geplante Windparks). Portugal konnte 2021, 2022 und 2023 jeweils einen Anteil von rund 26 % seines Strombedarfs durch Windenergie decken, das war der drittbeste Wert in der EU. 2024 waren es 28 %.
| Name des Windparks | Inst. Leistung (MW) | Anlagen | Status     |
| ------------------ | ------------------- | ------- | ---------- |
| Alto Minho         | 240                 | 120     | in Betrieb |